# Sveg
Sveg Sveg là thị trấn, thủ phủ của đô thị Härjedalen, hạt Jämtland, Thụy Điển, với dân số 2.633 người thời điểm năm 2005.
Tác gia Thụy Điển Henning Mankell lớn lên tại Sveg, và bối cảnh cho cuốn tiểu thuyết tội phạm Danslärarens återkomst (tên tiếng Anh: (The Return of the Dancing Master).